# Лаваницови
Лаваницови (Alismataceae) е семейство покритосеменни растения от разред Alismatales. То включва около 100 вида, главно тревисти водни растения, разпространени почти в целия свят. Повечето представители на семейството са многогодишни, като някои могат да бъдат многогодишни или едногодишни, в зависимост от местните условия.

## Родове
Известни са 13 рода лаваницови, 2 от които фосилни:
- Alisma – Лаваница
- Alismaticarpum †
- Baldellia
- Burnatia
- Caldesia – Калдезия
- Damasonium
- Echinodorus – Ехинодорус
- Limnophyton
- Luronium
- Ranalisma
- Sagisma †
- Sagittaria
- Wiesneria